# موجوق کازما
موجوق کازما (به لاتین: Mudzhukh-Kazma) یک منطقه مسکونی در جمهوری آذربایجان است که در شهرستان قوسار واقع شده است.